# Guatemala na Universíada de Verão de 2021
A Guatemala participou da Universíada de Verão de 2021, que aconteceu em Chengdu, na China, entre 28 de julho e 8 de agosto de 2023.
A delegação teve dois atletas — um masculino e um feminino — em uma única modalidade olímpica.

## Competidores
Estas foram as modalidades e atletas que disputaram a edição:
| Esporte | Masculino | Feminino | Total |
| ------- | --------- | -------- | ----- |
| Natação | 1         | 1        | 2     |
| Total   | 1         | 1        | 2     |

## Desempenho

### Natação
Masculino
| Atleta      | Evento         | Eliminatória | Eliminatória | Semifinal   | Semifinal   | Final       | Final       | Ref.  |
| Atleta      | Evento         | Tempo        | Pos.         | Tempo       | Pos.        | Tempo       | Pos.        | Ref.  |
| ----------- | -------------- | ------------ | ------------ | ----------- | ----------- | ----------- | ----------- | ----- |
| Jacob Itzep | 50m livre      | 25.22        | 51           | Não avançou | Não avançou | Não avançou | Não avançou | [ 3 ] |
| Jacob Itzep | 100m livre     | 55.61        | 49           | Não avançou | Não avançou | Não avançou | Não avançou | [ 4 ] |
| Jacob Itzep | 200m livre     | 2:04.60      | 39           | Não avançou | Não avançou | Não avançou | Não avançou | [ 5 ] |
| Jacob Itzep | 50m borboleta  | 27.97        | 43           | Não avançou | Não avançou | Não avançou | Não avançou | [ 6 ] |
| Jacob Itzep | 100m borboleta | 1:01.94      | 40           | Não avançou | Não avançou | Não avançou | Não avançou | [ 7 ] |
| Jacob Itzep | 200m borboleta | 2:23.61      | 24           | Não avançou | Não avançou | Não avançou | Não avançou | [ 8 ] |

Feminino
| Atleta      | Evento         | Eliminatória | Eliminatória | Semifinal   | Semifinal   | Final       | Final       | Ref.   |
| Atleta      | Evento         | Tempo        | Pos.         | Tempo       | Pos.        | Tempo       | Pos.        | Ref.   |
| ----------- | -------------- | ------------ | ------------ | ----------- | ----------- | ----------- | ----------- | ------ |
| Asly Pelico | 100m livre     | 1:07.02      | 43           | Não avançou | Não avançou | Não avançou | Não avançou | [ 9 ]  |
| Asly Pelico | 50m borboleta  | 33.45        | 42           | Não avançou | Não avançou | Não avançou | Não avançou | [ 10 ] |
| Asly Pelico | 100m borboleta | 1:12.87      | 35           | Não avançou | Não avançou | Não avançou | Não avançou | [ 11 ] |
| Asly Pelico | 200m borboleta | 2:47.28      | 22           | Não avançou | Não avançou | Não avançou | Não avançou | [ 12 ] |

Legenda
| Recorde mundial      | Recorde mundial (World record)               |                       | Recorde africano                      | Recorde africano (African) |                                           | Q | Classificado por posição (Qualified) |
| Recorde olímpico     | Recorde olímpico (Olympic record)            | Recorde da América    | Recorde da América (Americas)         | q                          | Classificado por melhor tempo (Qualified) |   |                                      |
| Melhor marca do ano  | Melhor marca do ano (World leading)          | Recorde asiático      | Recorde asiático (Asian)              | DNS                        | Não largou (Did not start)                |   |                                      |
| Recorde nacional     | Recorde nacional (National record)           | Recorde europeu       | Recorde europeu (European)            | DNF                        | Não terminou (Did not finish)             |   |                                      |
| Recorde pessoal      | Recorde pessoal do atleta (Personal best)    | Recorde da Oceania    | Recorde da Oceania (Oceania)          | DSQ / DQ                   | Desclassificado (Disqualified)            |   |                                      |
| Recorde da temporada | Recorde da temporada do atleta (Season best) | Recorde sul-americano | Recorde sul-americano (South America) | NM                         | Sem marca (No mark)                       |   |                                      |